# Sgùrr Mòr (Loch Quoich)
Der Sgùrr Mòr ist ein 1.003 m (3.291 ft) hoher, als Munro und Marilyn eingestufter Berg in Schottland. Sein gälischer Name kann in etwa mit Große Spitze oder Großer Gipfel übersetzt werden.  Er liegt im Westen der Region Lochaber in einer einsamen Berglandschaft zwischen Loch Quoich und Loch Arkaig, etwa 18 Kilometer nördlich von Glenfinnan und rund 28 Kilometer nordwestlich von Fort William. 
Zwischen dem Südufer von Loch Quoich, über dem er steil und markant aufragt, und dem einsamen Glen Kingie gelegen, zählt der Sgùrr Mòr zu den entlegensten Munros. Nach Westen wird er durch das Coire Rèidh begrenzt, nach Osten schließt sich über einen etwas über 700 m hohen Sattel der benachbarte Sgùrr an Fhuarain an. Dieser ist mit seinen 901 m (2.956 ft) als Corbett eingestuft, beide Berge bilden ein gemeinsames, von den umliegenden Bergen abgegrenztes Massiv. Während die Südseite mit steilen, grasbewachsenen Hängen in das Glen Kingie abfällt, hat die Nordseite beider Berge deutlich felsigeren Charakter. Der Sgùrr Mòr besitzt einen kurzen, in Ost-West-Richtung verlaufenden Gipfelgrat. Der höchste, durch einen Cairn markierte Punkt liegt an dessen Westende. Vom Ostende des Gipfelgrats zweigt ein felsiger Grat nach Norden ab, der im Meall a’ Choire Charnaich auf etwa 700 m Höhe oberhalb von Loch Quoich endet. Nach Südosten senkt sich der Grat bis auf den zum Sgùrr an Fhuarain führenden Sattel ab, zwischen beiden Bergen öffnet sich das breite Coire Buidhe nach Nordosten. An das Westende des Gipfelgrats schließt sich ein nach Südwesten führender Grat an, der über den 890 m (2.920 ft) hohen Vorgipfel Sgùrr Beag bis auf einen Bealach auf 662 m Höhe absenkt. An diesen schließt der 873 m (2.864 ft) hohe An Eag an, ein Vorgipfel des westlich benachbarten, 953 m (3.127 ft) hohen Munros Sgùrr nan Coireachan. 

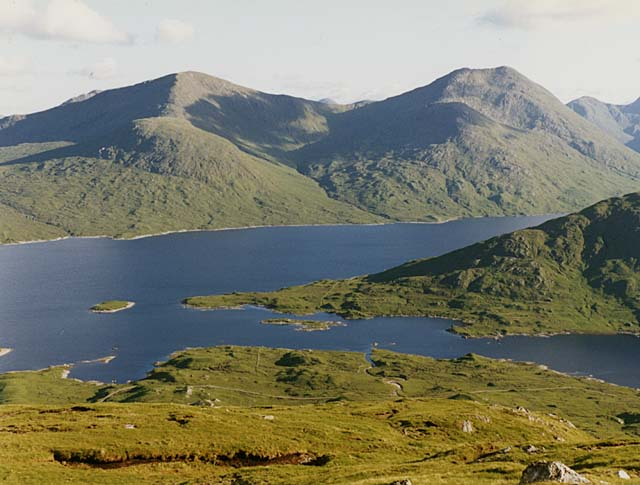
Blick vom Bac nan Canaichean, dem Südostgrat des Sgùrr a’ Mhaoraich, über Loch Quoich auf den Sgùrr Mòr (rechts) und den Sgùrr an Fhuarain (links)
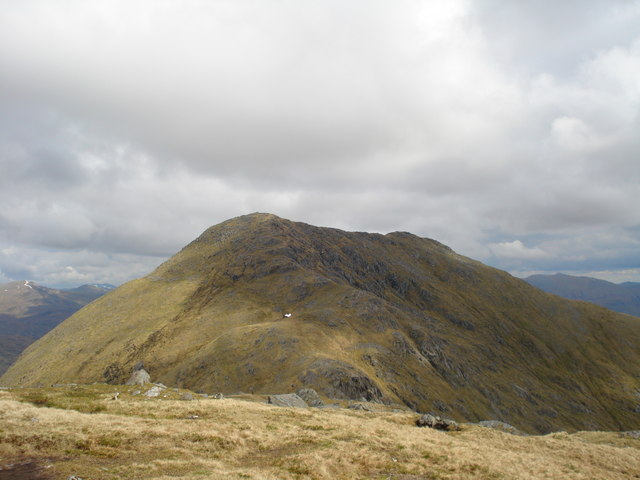
Der Gipfel des Sgùrr Mòr vom westlichen Vorgipfel Sgùrr Beag aus gesehen
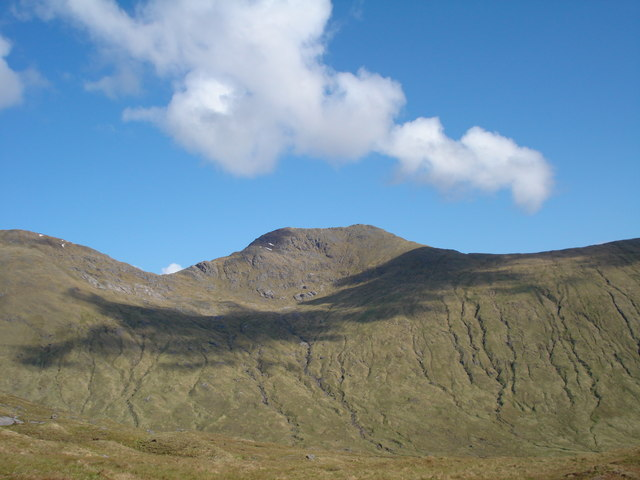
Blick von Süden auf den Sgùrr Mòr, von der Wasserscheide zwischen dem Glen Kingie und dem Glen Dessarry
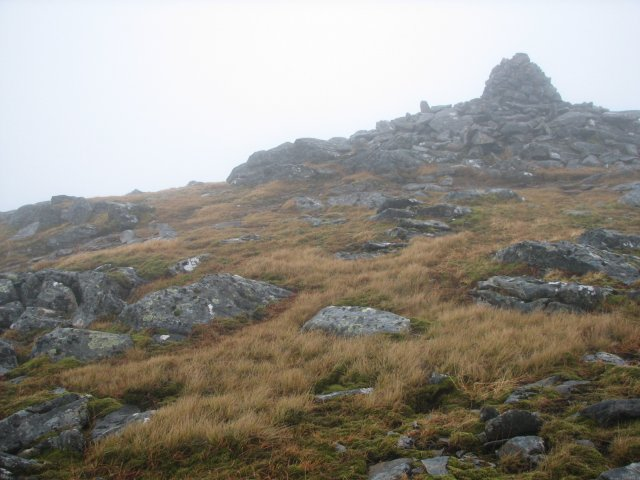
Der Gipfelcairn des Sgùrr Mòr

Alle Routen auf den Sgùrr Mòr erfordern aufgrund der Lage weit abseits von Siedlungen und öffentlichen Straßen lange Zustiege. Üblicher Ausgangspunkt ist die kleine Ansiedlung Strathan am Ende der schmalen Single track road entlang von Loch Arkaig in das obere Glen Dessarry. Der Weg führt von dort über die Wasserscheide in das Glen Kingie und entweder weglos in den Sattel zwischen Sgùrr Mòr und Sgùrr an Fhuarain oder – deutlich länger – über alte Jagdpfade auf den Bealach zum An Eag und weiter über den Sgùrr Beag und den Südwestgrat zum Gipfel. Manche Munro-Bagger kombinieren die Besteigung mit einer Tour auf den Sgùrr nan Coireachan. Im Glen Kingie kann die dortige Bothy Kinbreack als Stützpunkt genutzt werden. Das Glen Kingie ist alternativ auch aus dem Glen Garry erreichbar, Ausgangspunkt ist der Staudamm von Loch Quoich.